# 京急ストア
株式会社京急ストア（けいきゅうストア、英: KEIKYU STORE Corporation）は、東京都・神奈川県でスーパーマーケットチェーン等の事業を展開する企業。京浜急行電鉄株式会社の完全子会社。

## 概要

### 京浜デパートの誕生

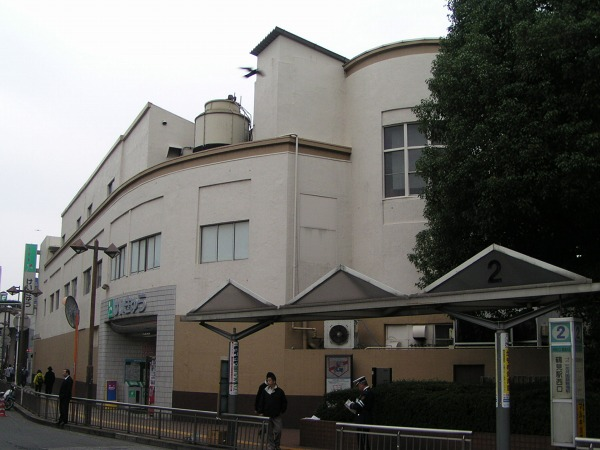
京浜デパート鶴見店であった京急ストア鶴見西店

1923年（大正12年）9月1日の関東大震災によって老舗百貨店である白木屋は東京・日本橋の本店が壊滅したが、震災後の東京市の復興計画の遅れにより区割整理未決定の状態が長期化し、本建築での本格的な復興が遅れた。
そのため、白木屋は十分な規模での営業を行うことができず、不足分を補うために分店と称する店舗網を展開するようになった。
この一環として、京浜電気鉄道（現在の京急線）の品川乗り入れにあわせ高架下に品川分店を開設する計画を立てた。しかし、日本百貨店協会が支店などの開設を自粛する協定を発表したことにより、この構想は実現しなかった。
そこで、この計画を継承する形で京浜電気鉄道と白木屋の取引問屋が出資して1933年（昭和8年）に資本金10万円で株式会社京浜デパートを設立し、京浜電気鉄道品川駅の地階と地上1階の計約1,000坪の品川店を開設したのが始まりである。
白木屋は先に述べた協定があったため出資こそしなかったものの支援は惜しまなかったとされており、その運営方式の多くが白木屋のものを継承する形となった。
1934年（昭和9年）9月に蒲田分店、1935年（昭和10年）3月に鶴見分店（現：鶴見西店）、同年5月5日に川崎分店を開店するなど母体企業である京浜電気鉄道の沿線での多店化を推し進めた。
ところが、川崎分店の開設の際に旧京浜電気鉄道本社跡という駅前の一等地に進出することは地元商店街にとって死活問題であるとして、地元商店主達が京浜デパート排撃期成同盟会を結成するなどして激しく反対運動を繰り広げた。
1935年（昭和10年）7月22日、20数名の暴漢が川崎店を襲撃して店内を破壊。川崎警察署が川崎小売商店連盟メンバーら80余人が検挙する出来事も発生。結局、川崎分店を1936年（昭和11年）1月末日で閉店し、店舗跡を地場資本の百貨店小美屋に売却して撤退に追い込まれた。
また、京浜デパートは母体企業の京浜電気鉄道沿線のみではなく、菊屋デパートの名称で他の鉄道会社のターミナル駅への出店を行っており、池袋駅に木造2階建てで売り場面積2,347㎡の池袋分店を1935年（昭和10年）2月に開設したほか、同年12月に高田馬場分店を開設するなど開業当初から積極的な出店戦略を展開した。
しかし、1940年（昭和15年）3月15日に菊屋デパート池袋分店を武蔵野鉄道（現在の西武鉄道）へ売却して武蔵野デパートとなり、他の店舗も戦災で焼失するなど第2次世界大戦終了時までに、品川と鶴見の2店舗にまで事業規模が縮小した。
なお、菊屋デパート池袋分店も武蔵野鉄道へ売却後の1945年（昭和20年）春に戦災で全焼し、戦後の1949年4月27日に西武百貨店へ商号を変更して同年末に営業を再開している（現在の西武池袋本店）。
また、1943年（昭和18年）3月には商号を株式会社京浜デパートから株式会社京浜百貨店へ変更している。この商号変更は第2次世界大戦中の外来語規制に伴うものとされている。

### 第2次世界大戦後の多店化
第2次世界大戦後の東京急行電鉄の分割再編に伴って1948年（昭和23年）6月1日に京浜急行電鉄が発足し、翌年1949年（昭和24年）6月に当社株はその再編の一環として同社に引き継がれ、1954年（昭和29年）8月には同社が株式の過半数を取得して子会社化された。
1950年11月21日には、通商産業省がアメリカ合衆国から購入した古着の販売（放出）を品川店で実施。背広やコートなど15000点を原価で販売した。
新橋駅高架下に戦後開業した東京デパートを譲受して、1955年（昭和30年）11月3日に第2次世界大戦後初の出店として新橋店を開店し、品川店や鶴見店と共に駅構内にある恵まれた立地条件を武器に良好な業績を上げた。そのため、1959年（昭和34年）11月に横須賀店、1961年（昭和36年）6月に鶴見東店、1963年（昭和38年）4月に上大岡店、同年10月には富岡店を開店するなど多店化が進められた。このうち富岡店は京浜ストアとして開店しており、事業展開をスーパーマーケット事業へシフトする先駆けとなった。
また、1957年（昭和32年）10月に京浜川崎駅構内に食堂と理髮店を開業したほか、1968年（昭和43年）2月に株式会社鉄友会を合併して同月に麴町にレストランと喫茶店を開業するなど小売事業以外の店舗展開も行った。
1970年（昭和45年）以降は多店化を加速させた。中でも1978年（昭和53年）5月に開業した葉山店は最初の郊外型スーパーで、京急沿線の駅前以外への出店の先駆けとなった。
1990年に会社名、店舗名とも「京急ストア」に改称した。
2006年（平成18年）8月に京浜急行電鉄が全株式を取得して同社の完全子会社となった(p109)。
2013年（平成25年）4月にユニオネックスを吸収合併した。ユニオネックスが営業していた食品スーパーの旧「ヨコサン」は「京急ストア」に改称され、高級スーパーの「もとまちユニオン」はそのままのブランド名で存続した。詳細はユニオネックス参照。
2019年（平成31年）4月に京急グループの流通事業を再編し、株式会社京急ステーションコマースを合併、ウィングキッチン事業及び業務スーパーフランチャイズ事業を継承した。
なお、京急上大岡駅ビルに1996年（平成8年）10月1日に開業した京急百貨店は、当社ではなく1989年（平成元年）12月設立の株式会社京急百貨店が運営している。

## 沿革
- 1933年（昭和8年）
  - 6月 - 株式会社 京浜デパートを設立。（資本金10万円[6]）
  - 7月 - 1号店の品川店を開店。
- 1942年（昭和17年） - 東京急行電鉄の関連会社になる。
- 1943年（昭和18年）3月 - 株式会社 京浜百貨店に商号変更[10]。
- 1948年（昭和23年）6月1日 - 京浜急行電鉄が発足[12]。
- 1949年（昭和24年）6月 - 京浜急行電鉄が当社株を引き継ぎ、同社の関連会社となる[10]。
- 1954年（昭和29年）8月 - 京浜急行電鉄が株式の過半数を取得して同社の子会社となる[10]。
- 1955年（昭和30年）11月3日 - 新橋店を開店[15]。（戦後初出店[10]）
- 1987年（昭和62年）8月 - 株式会社 八社会を設立。
- 1990年（平成2年）10月 - 株式会社 京急ストアに商号変更。
- 2006年（平成18年）8月1日 - 京浜急行電鉄の完全子会社となる[20]。
- 2012年（平成24年）4月 - 本社事務所を東京都大田区大森北六丁目12番17号から港区高輪へ移転。[8]
- 2013年（平成25年）4月1日 - ユニオネックスを吸収合併[2]。
- 2018年（平成30年）10月1日 - 京急ハウツを吸収合併。
- 2019年（平成31年→令和元年）
  - 2月1日 - 京急フーズを吸収合併。
  - 4月1日 - 京急ステーションコマースを吸収合併。
  - 9月30日 - 本社を港区高輪から横浜市に移転。京急グループ各社の横浜移転の一環。[21][22]
- 2021年（令和3年）2月1日 - 株式会社京急マリーンフーズを合併。

## 事業内容

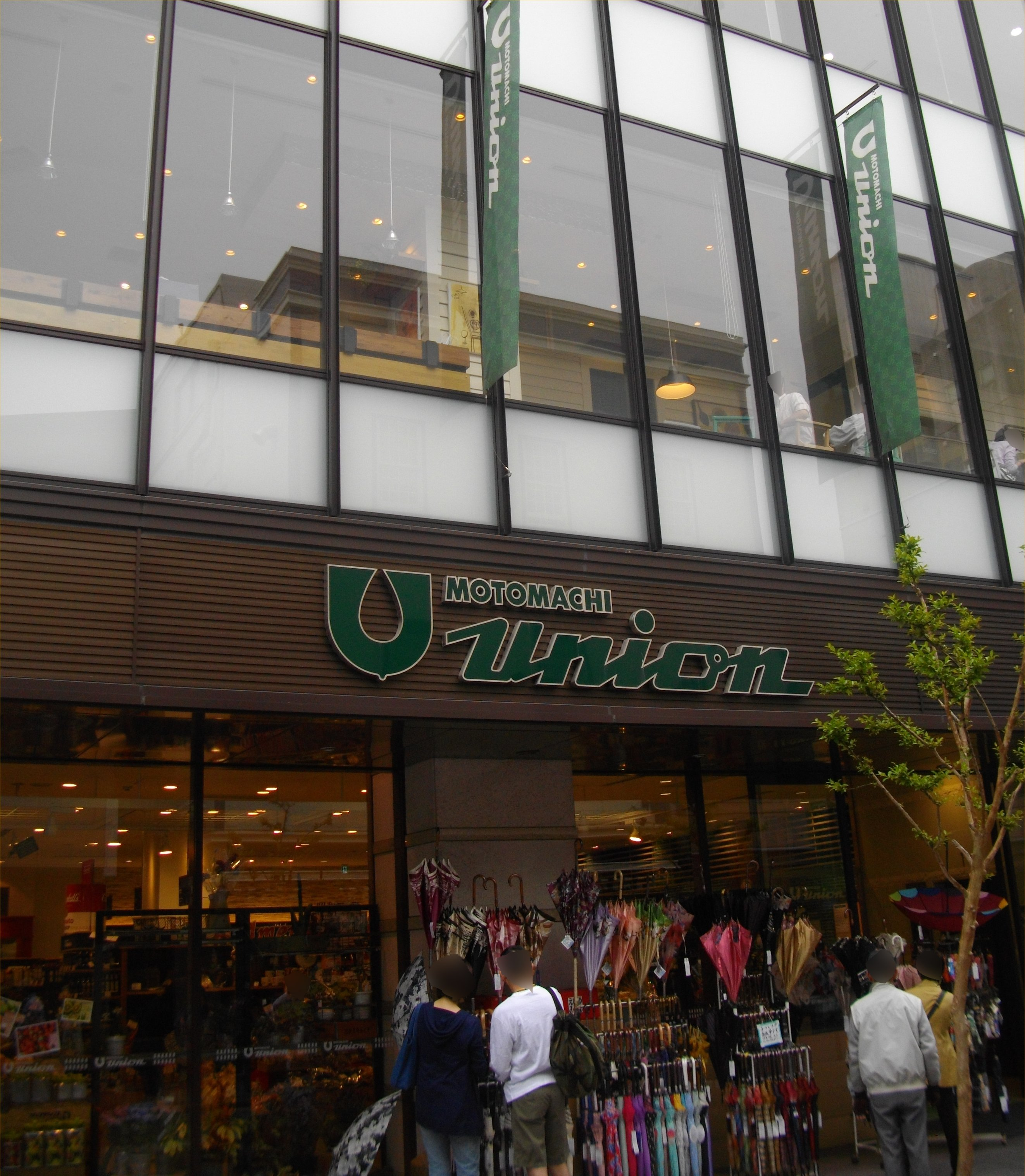
もとまちユニオン元町店。横浜市の元町商店街にて

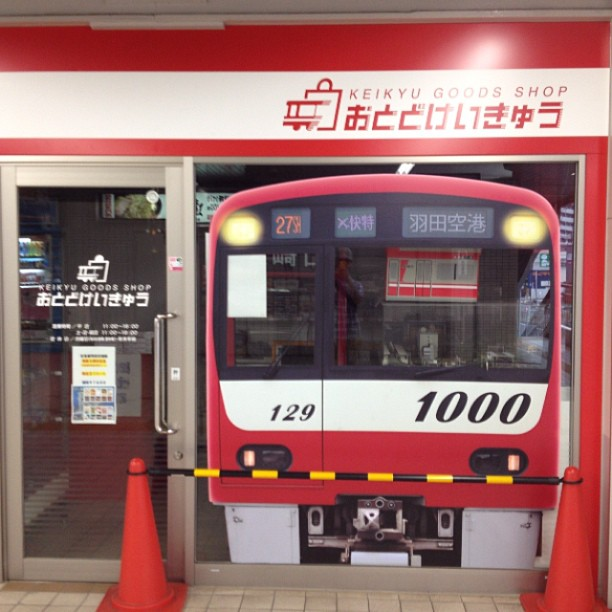
京急グッズショップ「おとどけいきゅう」鮫洲店

以下は2024年4月発行の会社案内による。
スーパーマーケット事業
　京急ストア
主力業態となるスーパーマーケット（食品スーパー）。33店舗。
　もとまちユニオン
1958年創業の高級スーパーマーケット。元々は横須賀産業→ユニオネックスが運営していたが、2008年の京急グループ入りから順次京急ストアに運営が移管された。11店舗。

CVS事業
従来の駅売店等を転換するなど、駅ナカ、駅チカのセブン-イレブンFC店舗として運営。40店舗。

ドラッグ事業
ドラッグストア「マツモトキヨシ」を京急沿線でFC展開。10店舗。

業務スーパー事業
「業務スーパー」を京急沿線でFC展開。5店舗。

テナント運営事業
商業施設「ウィングキッチン」をはじめ、スーパーマーケット内の惣菜・スイーツ等の専門店や駅構内の飲食店等を展開。
「ウィングキッチン」4店舗、「Sweets Calendar」7店舗ほか。

京急オリジナルグッズ販売事業
京急オンラインショップ「おとどけいきゅう」と京急グッズショップ「おとどけいきゅう」を展開。
鮫洲店（東京都品川区東大井）、京急ミュージアムショップ（神奈川県横浜市西区高島 京急グループ本社1階）。

出店店舗の詳細については、公式サイト「店舗案内」を参照。